# Apogon annularis
Apogon annularis es una especie de pez de la familia de los apogónidos en el orden de los perciformes.

## Morfología
Los machos pueden alcanzar los 7 cm de longitud total.

## Distribución geográfica
Se encuentran en el Mar Rojo y en el Golfo de Adén.